# 은
은(銀, 영어: silver 실버[*]) 또는 백은(白銀)은 화학 원소로 기호는 Ag(←라틴어: argentum 아르겐툼[*]: "하얀", "빛나는"), 원자 번호는 47이다. 무르고 흰색의 빛나는 전이 금속으로 다른 금속에 비해 전기와 열의 전도도가 뛰어나다. 은 광석 또는 순은 형태로 산출되며, 주화, 장신구, 식기, 사진, 은메달 등에 사용된다.
은 광산은 대부분의 나라에 다 있다. 그러나 은을 캐낼 때 비용이 많이 들기 때문에, 많은 나라에서 경제적인 이유로 은을 생산하지 않는다. 순수한 은은 매우 연하므로 은의 강도와 경도를 높이려면 다른 금속을 소량 섞는다.

## 동위 원소
자연계에 존재하는 은의 동위 원소는 107Ag가 52%, 109Ag가 48%의 비율로 존재한다.
대부분의 은은 초신성 폭발시 중성자 포획 과정인 R-과정을 통하여 형성된다.
따라서 107Ag의 대부분은 107Pd이 붕괴하여 생성된 산물이다. 107Pd은 초창기 지구 역사 때 많이 존재하던 원소이지만 반감기가 652만년으로 매우 짧기 때문에 현재는 자연계에 존재하지 않지만 60Fe, 26Al등의 원소들과 함께 초창기 지구 표면을 뜨겁게 달구는데 일조한 원소이다.
109Ag는 48%의 비율로 자연계에 존재하고 있다.
자연계에는 전혀 존재하지 않지만 인공적으로 합성하여 만든 은 동위 원소는 93Ag부터 130Ag까지 존재한다.
이들 중 반감기가 가장 긴 원소는 108mAg으로 418년의 반감기를 가지고 있다.

## 성질

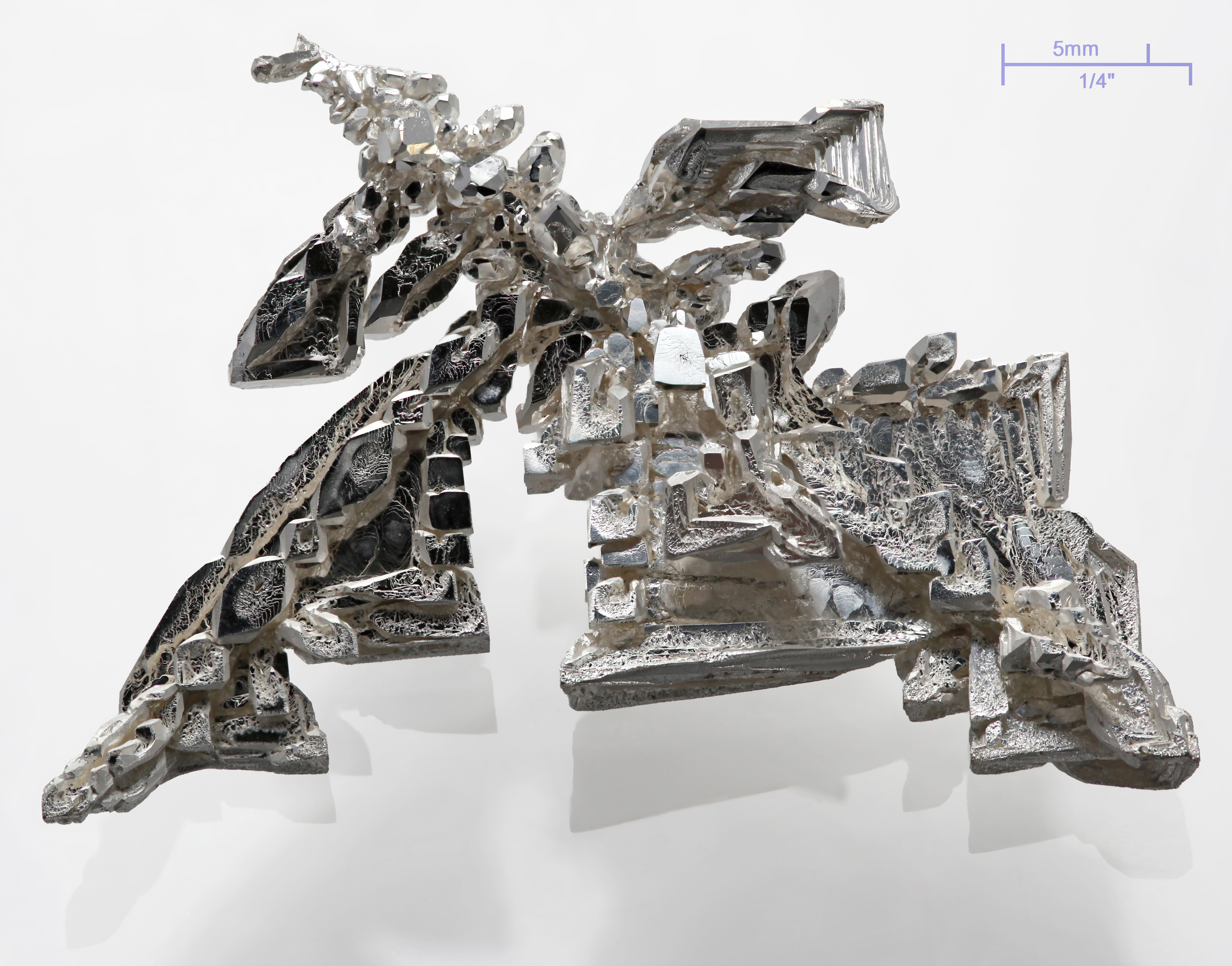
순도 99.95% 은 결정 11g.

은의 원자번호는 47이고, 원자질량은 107.868u이다. 녹는점은 961도이고, 끓는점은 2193도이며, 밀도는 20도에서 약 {\displaystyle 10.49{\text{g/cm}}^{3}}이다. 은은 표면에 들어오는 빛의 95%를 반사해 금속 중에서 광택이 가장 강하다. 또한 열전도성과 전기전도성이 가장 큰 금속이며, 연성과 전성은 금 다음으로 크다. 은은 금과 마찬가지로 반응성이 매우 약하지만, 황화합물과 반응하면 은 표면의 황화은의 검은색이나 화색 녹을 만든다. 오염된 공기에는 황화합물이 들어 있으므로, 은에 생기는 녹은 오늘날 심각한 문제가 되고 있다. 1g의 은으로 두께 0.0015mm의 은박을 만들 수 있고, 1800m의 은실을 뽑을 수 있다. 굳기 2.5∼3이다. 융해하면 공기 중에서 다량의 산소를 흡장하며 응고할 때는 이를 격렬하게 방출한다. 열·전기의 전도성은 금속 중 최대이다. 열전도율 {\displaystyle \scriptstyle 1.006\mathrm {cal/cm\cdot sec\cdot deg} }(18 °C), 비저항 {\displaystyle \scriptstyle 1.62\times 10^{-6}\mathrm {\Omega \cdot cm} }(18 °C)이다.

## 제조법
은함유 광석으로부터 제련할 때에는 금의 경우와 마찬가지로 혼홍법(混汞法)·시안화법·건식법이 있는데 혼홍법은 현재 거의 사용되지 않는다.

### 시안화법
자연은, 염화은, 비교적 순수한 황화은 등이 원료인 경우에 사용된다. 일반적으로 원료 광석 중에 불순물이 많고 채취율은 50∼70%로 그다지 좋지 않다. 이로 인해서 가급적 미세하게 세분하여 시안화액의 농도를 높여(0.3∼0.5%), 충분히 교반하고 침출시간을 길게 하여 산소를 제거하여 수율을 높이고 있다(80∼90%). 금에 비해서 제련비가 비싸기 때문에 많은 경우 독립적으로 은제련을 하지 않고 금제련과 함께 행한다.

### 건식법
금의 경우와 꼭 같으며 구리·납의 제련의 경우에 광석을 같이 집어넣고 구리·납과 같이 뽑아내고 최후에 분리한다. 이상에서 얻은 조은은 전기분해정련에 의해서 정제한다. 즉, 조은을 판으로 주조하고 무명 또는 모슬린 포대에 넣어 양극으로 하고, 질산은 수용액을 전해액, 음극판에 순은판 또는 스테인리스강판을 사용해서 전기분해한다.

### 다른 방법
이 방법에는 뫼비우스법과 바르바하법이 있지만 뫼비우스법에서는 전극이 전해조에 수직으로, 바르바하법에서는 수평으로 장착된다. 전해 후 나뭇가지처럼 석출한 은을 긁어내거나 충격으로 떨어뜨려 모으고 융해시켜 전기은으로 만든다. 순도는 보통 99.99% 이상이 된다.
은, 금, 생산은 동광석 동 추출하고 남은 물질, 아연광석에서 아연 추출과정에서도 생산된다.
LS-Nikko동제련 보관됨 2020-09-30 - 웨이백 머신 장항제련소 동광석에서 동 추출하고 남은 물질 1,944.1톤에서, 연간 금 60톤 은 1,200톤 백금 600kg 팔라듐 3,500kg 셀레늄 680톤을 생산한다. 고려아연도 아연 제련에서 금 8.8톤 은 1,990톤을 1년 동안 생산한다.

## 은의 이용
전기·열의 양도체이고 가공성·기계적 성질이 좋은 점을 이용해서 금속재료로서의 용도가 넓다. 현재 세계 총생산량의 70% 이상이 공업용으로 사용되며 나머지는 화폐용으로 사용하고 있다. 또한 장식품·공예품·은그릇 등에도 사용되고 사진공업용으로도 많이 사용된다.
순은 그대로는 너무 연하므로 합금으로 사용하는 경우가 많고 주로 구리와의 합금이 화폐에 사용된다. 은합금의 품위는 퍼밀(‰)로 나타내며, 소액권 은화의 경우 은 600‰, 구리 300‰, 아연 100‰ 조성의 것이 쓰이고 있는 것을 외국의 예에서 볼 수 있다.
또한 은의 반사 성질을 이용해 거울을 만든다.

## 은의 사용 역사
은은 예부터 알려진 금속이지만 이용면에서 금보다 뒤떨어졌던 이유는 자연은으로 산출되는 경우가 자연금에 비해서 적고 까다로운 정제법을 거쳐야 얻을 수 있었기 때문이다. 이 때문에 고대에서는 금보다도 귀중하게 취급되었다고 하며 구약성서에도 은화로 거래된 일이 여러 군데에 씌어 있다.
고대의 은의 주요 공급원은 방연석이었으므로 고고학적 발굴에서는 납과 같이 산출되는 경우가 많고 유품은 이미 BC 3000년경의 이집트·메소포타미아의 고대 유적으로부터 발견되며, 바빌로니아 제국시대에서는 은제의 항아리 등이 출토되었다. 은화는 BC 6세기의 리디아 왕국에서 처음으로 제조되었고 이것이 그리스·로마로 이어졌다. 금이 태양을 상징하는 데 대해서 은은 그 빛깔 때문에 초승달과 결부되어 달의 여신으로 숭배되었고, 중세의 연금술에서도 취급되었다.

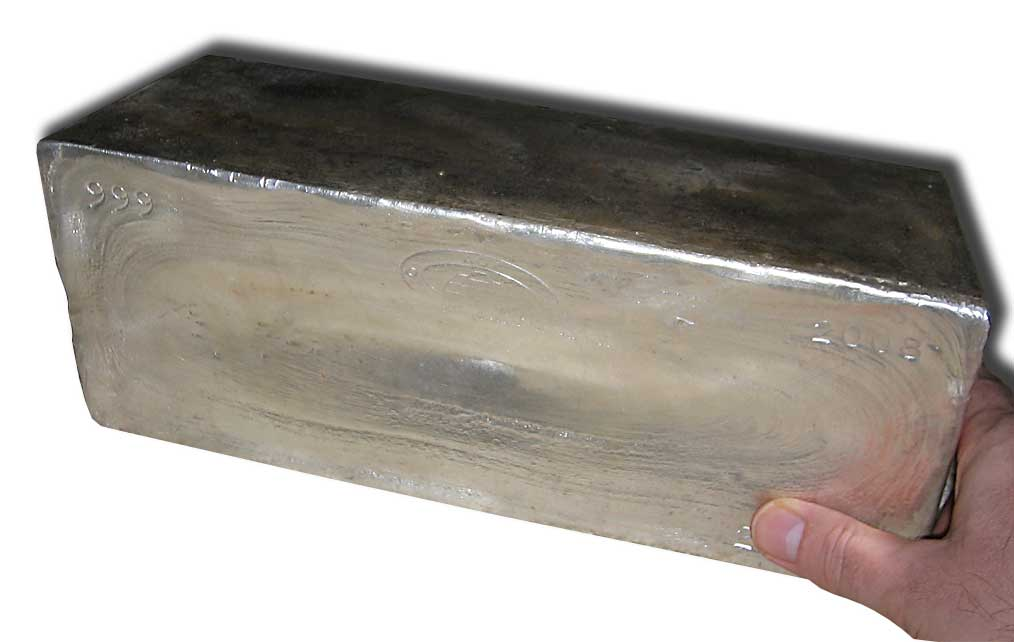
은괴.

16세기에 들어와 신대륙으로부터 방대한 양의 은이 유럽으로 유입하여 은의 가격이 하락하여 가격혁명을 일으켰지만, 영국 등에서 은본위제를 실시하였기 때문에 가격이 안정되었다. 은은 공예적으로도 널리 사용되었으나 식기로서 유럽인들은 특히 은그릇을 귀히 여겼고 그 중에서도 영국의 은그릇은 미술적으로 명성이 높다.
한국에서 은을 화폐로 처음 사용한 것은 1101년(고려 숙종 6) 주전도감에서 은병을 주조하여 법화로 삼고 동전과 함께 유통시킨 것이 효시이며, 조선시대에 들어와서는 명나라에 금·은을 진헌하여 여러 곳에서 채굴하였으며, 특히 함경남도 단천에서 성했던 것으로 추정된다. 원소기호 Ag는 라틴어로 은을 뜻하는 argentum에서 따온 것이고, 프랑스어의 argent 또한 여기서 유래한다 또한 영어의 silver와 독일어의 Silber는 아시리아어의 은을 뜻하는 sarpu에서 온 말이라고 한다.

## 은 화합물
물 및 산소에 대해서 안정하지만 오존과 반응하면 흑색의 과산화은 (Ag2O2)로, 황이나 황화수소와 반응하면 흑색의 황화은(Ag2S)로 변한다. 수소·질소·탄산 등과는 고온에서도 반응하지 않지만 할로젠에는 침식당한다. 질산 및 따뜻한 황산에는 녹아서 각각 질산은(AgNO3), 황산은(Ag2SO4)로 된다. 은 이온(Ag+)의 화합물 중 질산은(AgNO3), 플루오린화 은(AgF)은 물에 잘 녹고, 염화 은(AgCl), 황화 은(Ag2S), 황산은(Ag2SO4), 탄산 은(Ag2CO3)은 물에 잘 녹지 않는다. (→ 염 참조) 은은 알칼리에는 녹지 않지만 보통 화합물에서의 산화 상태는 ＋1 및 ＋2이다. 앙금 생성 반응을 통해 산출되는 염화 은은 흰색, 브로민화 은은 연노란색, 아이오딘화 은은 노란색 앙금이다. 은 화합물은 상온에 두면 빛, 공기등과 반응하여 이온이 석출되게 되는데 이때 석출된 은은 검은색을 띠게 되고 농도가 낮으면 갈색을 띠기도 한다. 따라서, 은 이온 (Ag+)을 검출할 때, 이러한 앙금생성반응을 이용하면 유용하다.

## 같이 보기
- 은화
- 은메달
- 은화자유주조
- 분류:은 화합물